# تپه زرینه دره سفته
تپه زرینه دره سفته در شهرستان دیواندره، بخش مرکزی، روستای دره سفته واقع شده و این اثر در تاریخ ۲۴ فروردین ۱۳۸۲ با شمارهٔ ثبت ۸۰۱۶ به‌عنوان یکی از آثار ملی ایران به ثبت رسیده‌است.